# Riharjevec
Riharjevec este o localitate din comuna Šmartno pri Litiji, Slovenia, cu o populație de 58 de locuitori.